# خان عطشان
خان عطشان هو أحد معالم كربلاء الأثرية يقع إلى الغرب من محافظة كربلاء بمسافة 30 كم في وسط البادية حيث تحيط به الصحراء الممتدة من كل جانب وتذكر بعض المصادر التاريخية أن خان العطشان من منشآت الدولة الصفوية والدليل على ذلك وجود (تل مزعر) بالقرب منه، وهذا التل هو المكان الذي كانت تقف فوقه قوافل التجار والزوار والمسافرين لرؤية قبة الروضة الحسينية خلال فترة العهد الصفوي، ولا تزال أطلال هذا الخان باقية إلى يومنا هذا.